# Jan VII van Arkel
Jan VII van Arkel (? - 24 juni 1234) was (leen) heer van Arkel en laatste telg uit de eerste generatie van het huis Arkel.
Hij was een zoon van Jan VI van Arkel en Margretha van Nyvelle. Jan VII huwde met Maria van Vernenburg, een kleinkind van graaf Otto I van Bentheim. Jan VII zou met zijn vader deel hebben genomen aan de Vijfde Kruistocht, en na het gevecht op Egyptische grond het symbolische stamwapen hebben verkregen waar het huis van Arkel aan verbonden werd. Jan VII trok als trouw vazal van Floris IV van Holland mee op tegen de Stadingers, een groepering die zich tegen de bisschop van Münster hadden gekeerd. Tijdens een veldslag nabij de rivier de Wezer sneuvelde van Arkel op 24 juni 1234.
Jan VII overleed zonder enig rechtmatig nageslacht, waardoor de heerlijkheid Arkel werd geërfd door het huis van der Lede. Herbaren II van Lede betrok het landgoed en liet de heerlijkheid van der Lede aan zijn broer.